# Moretto veneziano

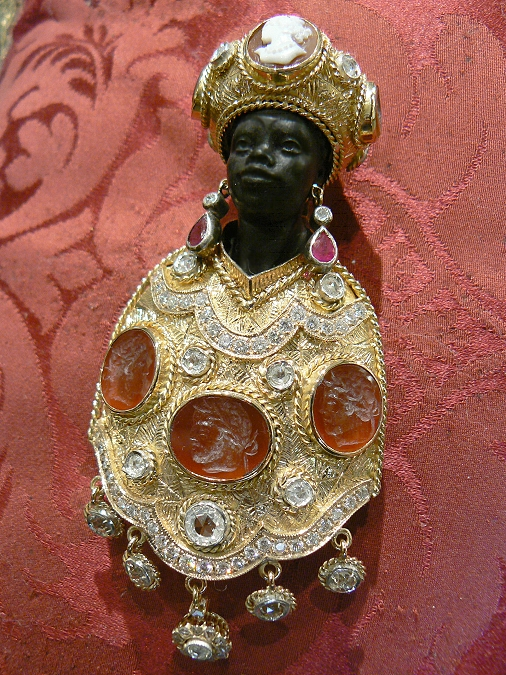
Moretto (sultano)

Il Moretto veneziano è un gioiello della tradizione orafa veneziana, nato dalla sintesi di svariate suggestioni culturali.
Il nome e la foggia derivano dal termine moro, che all'epoca indicava i musulmani o, per estensione, i pirati saraceni. Le origini dei gioielli rimandano infatti all'epoca in cui i Saraceni compivano razzie sulle coste dalmate.
Le popolazioni del litorale indossavano a mo' di amuleto - oppure donavano alle chiese come ex voto - degli orecchini d'oro e smalto bianco e nero. Questi gioielli arrivarono anche a Venezia, non per esorcizzare gli attacchi dal mare ma come rappresentazione dei pirati turchi sottomessi: in alcune rappresentazioni di Vittore Carpaccio sono infatti rappresentati come miti gondolieri con turbante e piume.
Con il consolidarsi del dominio della Serenissima sull'Adriatico, l'orecchino lasciò il posto a rappresentazioni dei moretti anche in fogge diversi e con altro significato. La fantasia degli orefici veneziani ha dato luogo ad infinite variazioni sul tema: busto e turbante sono diventati uno spazio scenico dove si rappresentano le migliori tecniche apprese dall'oreficeria locale con trafori, incisioni, filigrane, coralli; le teste o i busti sono in ebano. Recentemente, trionfa il monocromatismo con perle, smeraldi o rubini.
I moretti continuano ad essere oggetto ambìto di un collezionismo d'elite, oltre ad essere stati apprezzati anche da personaggi importanti come Grace Kelly, Barbara Hutton, Ernest Hemingway, Arthur Rubinstein, Elton John, Liz Taylor.

## Galleria d'immagini

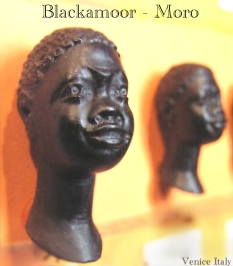
Moretti
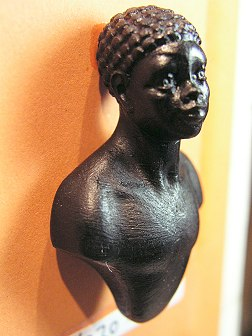
Moretto